# Společenská smlouva
Společenská smlouva je pojem z filosofie a společenských věd. Jedná se o teorii, podle níž veškeré právní a mocenské vztahy ve společnosti jsou dány jakousi implicitní dohodou mezi všemi členy dané společnosti. Motivací je nejistota, kterou lidé pociťují. Výměnou za ztrátu části svobody se jim dostává ochrany jejich oprávněných práv a jistoty. Reprezentanty této teorie jsou Thomas Hobbes, John Locke a Jean-Jacques Rousseau. Hobbes se domníval, že lidé jsou ve své povaze špatní, proto musí být nad nimi suverén, který tuto špatnost trestá a vynucuje si dodržování svých norem. Naopak Rousseau si idealizuje stav před existencí společenské smlouvy. Glorifikuje divocha. Domnívá se, že civilizace naopak v člověku zabíjí jeho dobré vlastnosti.
|                                                             | Pojetí stavu přirozenosti                                                       | Smlouva je založena na logice | Hodnoty, které má společenská smlouva zachovávat a díky nimž lze státu legitimně odporovat |
| ----------------------------------------------------------- | ------------------------------------------------------------------------------- | --- | ------------------------------------------------------------------------------------------ |
| podle Hobbese (Leviathan)                                   | válka všech proti všem                                                          | bezpečnostní (odloučit se od stavu přirozenosti)                                                                                      | bezpečnost a život každého jednotlivce                                                     |
| podle Locka (Two Treatises of Government - II.)             | každý má přirozená práva (právo na život, na svobodu a na soukromé vlastnictví) | liberální (zaručit přirozená práva)                                                                                                   | svoboda soukromé vlastnictví                                                               |
| podle Rousseaua (Du contrat social - O společenské smlouvě) | každý jedná podle svého soukromého zájmu                                        | bezpečnostní a demokratická (odloučit se od stavu přirozenosti lid se má stát suverénem směřování jeho činnosti ke všeobecnému zájmu) | obecná vůle                                                                                |